# Romy Kasper
Romy Kasper (Forst, 5 maggio 1988) è una ciclista su strada e pistard tedesca che corre per il team Human Powered Health. È attiva in formazioni UCI dal 2008.

## Palmarès

### Strada
- 2011 (Kuota Speed Kueens, una vittoria)

5ª tappa Tour de Feminin-O cenu Českého Švýcarska (Varnsdorf > Krásná Lípa)
- 2014 (Boels-Dolmans Cycling Team, una vittoria)

2ª tappa Thüringen Rundfahrt der Frauen (Schleiz > Schleiz)

#### Altri successi
- 2016 (Boels-Dolmans Cycling Team)

1ª tappa Energiewacht Tour (Groninga, cronosquadre)

### Pista
- 2005 (Juniores)

Campionati tedeschi, Corsa a punti Junior

### Gravel
- 2024

UCI Gravel World Series - Houffa Gravel

## Piazzamenti

### Grandi Giri
- Giro d'Italia

2012: 28ª
2013: 51ª
2015: 54ª
2017: 15ª
2019: 75ª
2022: 37ª
2024: 60ª
- Tour de France

2022: 35ª
2023: 38ª
2024: 92ª
- Vuelta a España

2024: 62ª

### Competizioni mondiali
- Campionati del mondo su strada

Salisburgo 2005 - In linea Junior: 12ª
Spa-Francorchamps 2006 - In linea Junior: 46ª
Limburgo 2012 - Cronosquadre: 5ª
Limburgo 2012 - In linea Elite: ritirata
Toscana 2013 - Cronosquadre: 10ª
Toscana 2013 - In linea Elite: ritirata
Ponferrada 2014 - Cronosquadre: 5ª
Ponferrada 2014 - In linea Elite: ritirata
Richmond 2015 - In linea Elite: 31ª
Doha 2016 - In linea Elite: 70ª
Bergen 2017 - In linea Elite: 55ª
Imola 2020 - In linea Elite: ritirata
Fiandre 2021 - In linea Elite: 87ª
Wollongong 2022 - Staffetta mista: 4ª
Wollongong 2022 - In linea Elite: 57ª
Glasgow 2023 - In linea Elite: 37ª
- Campionati del mondo su pista

Apeldoorn 2018 - Americana: 10ª
- Campionati del mondo gravel

Fiandre 2024 - Elite: 5ª
- Giochi olimpici

Rio de Janeiro 2016 - In linea: 44ª

### Competizioni continentali
- Campionati europei su strada

Pallanza 2008 - In linea Under-23: 38ª
Hooglede 2009 - In linea Under-23: 41ª
Plumelec 2016 - Cronometro Elite: 48ª
Plumelec 2016 - In linea Elite: ritirata
Herning 2017 - In linea Elite: 33ª
Alkmaar 2019 - In linea Elite: 24ª
Plouay 2020 - In linea Elite: ritirata
Trento 2021 - In linea Elite: ritirata
Monaco di Baviera 2022 - In linea Elite: 38ª
Drenthe 2023 - In linea Elite: 46ª
Limburgo 2024 - In linea Elite: 35ª
- Campionati europei su pista

Berlino 2017 - Corsa a eliminazione: 7ª
Berlino 2017 - Americana: 9ª
Pordenone 2019 - Derny: 3ª
- Giochi europei

Minsk 2019 - In linea: 37ª